# Чо, Магдалена
 Магдалина Чо  (кор.  조 막달레나, по сист. Конц. Чо Макталлена) — святая Римско-Католической Церкви, мученица. Родилась в 1807 году в Сеуле, Корея, умерла сентябре 1839 года в Сеуле, Корея.

## Биография
Была дочерью Екатерины Ли. В возрасте 18 лет хотела выйти замуж за католика, но мать, боясь преследований со стороны корейских властей, отговаривала её. Чтобы не раздражать родителей, она переехала в Сеул, где устроилась служанкой в католическую семью. Заработанные деньги посылала своим родителям. В родной дом возвратилась в возрасте 30 лет и стала заниматься катехизацией с новообращёнными католиками, крестила детей. Чтобы избежать преследований, вместе с матерью переехала в Сеул. Епископ Лоран Эмбер помог им укрыться у верующих. Однако в июле 1839 года корейская полиция обнаружила их и арестовала. Чтобы принудить Магдалину Чо и её мать Екатерину Ли отказаться от христианской веры, их подвергали неоднократным пыткам.

## Прославление
5 июля 1925 года была причислена к лику блаженных римским папой Пием XI, 6 мая 1984 года была причислена к лику святых вместе с другими 103 корейскими мучениками Римским папой Иоанном Павлом II.
День памяти в Католической церкви — 20 сентября.